# عزلة دعقين والحناك (حجة)

تعديل مصدري - تعديل

عزلة دعقين والحناك هي إحدى عزل مديرية وضرة في محافظة حجة اليمنية ويبلغ تعداد سكانها 1151 نسمة حسب التعداد السكاني في اليمن لعام 2004.

## روابط خارجية
- الجهاز المركزي للإحصاء بالجمهورية اليمنية
- المركز الوطني للمعلومات باليمن
- World Gazetteer:Yemen
- الدليل الشامل